# Claude Helffer
Claude Helffer   (16è districte de París, 18 de juny de 1922 - 15è districte de París, 27 d'octubre de 2004) fou un pianista francès, conegut per les seves interpretacions de la música del segle xx.
Claude Helffer va començar els seus estudis musicals als cinc anys; A partir del 1932 –tenia deu anys– i fins a l'esclat de la Segona Guerra Mundial va prendre classes amb Robert Casadesus. El 1942, es va unir a l'"École Polytechnique", i es va convertir en un lluitador de resistència amb el maquís de Vercors. Després de la guerra, va estudiar teoria musical i composició amb René Leibowitz. Va debutar com a concertista a París el 1948 i a partir del 1954, va actuar regularment als concerts del Domini Musical amb Pierre Boulez.
Claude Helffer crea moltes obres i es dedica a una gran sèrie de peces com Erikhthon (Iannis Xenakis, 1974), Concert (André Boucourechliev, 1975), Stances (Betsy Jolas, 1978), Concerto no 1 (Luis de Pablo, 1980), Envoi (Gilles Tremblay, 1982) i Modifications (Michael Jarrell, 1983). Col·labora regularment amb directors com Pierre Boulez, Ernest Bour, Michael Gielen, René Leibowitz, Bruno Maderna, sir Neville Marriner, Jean Martinon, Willem van Otterloo, Georges Prêtre i Hermann Scherchen.
La seva discografia inclou la música completa per a piano d'Arnold Schönberg (Grand Prix du Disque), Claude Debussy i Maurice Ravel, a més de les tres sonates de Boulez, la Sonata Berg i la de Barraqué.
Claude Helffer no formava part de cap institució educativa oficial; no obstant això, va transmetre els seus coneixements a molts estudiants, en particular durant les sessions d'estiu de l'acadèmia a Salzburg (entre 1985 i 1998) i a l'acadèmia musical de Villecroze.

## Discografia
- Bartok & Prokofiev, Pianos Concertos n° 3, Guilde Internationale du Disc (Sala de concerts)
- Iannis Xenakis, obres de música de cambra 1955-1990 amb el Quartet Arditti, Montaigne, 2000
- Arnold Schönberg, Obra completa de piano, Harmonia Mundi, 1993
- Pierre Boulez, Piano Sonatas, Astrée, 1993
- Maurice Ravel, Integral, Harmonia Mundi
- Béla Bartók, Mikrokosmos, Harmonia Mundi, 1973/1992